# Римуш
Ри́муш — царь Аккаде, Аккада и Шумера, правил приблизительно в 2261—2252 годах до н. э., из династии Аккаде.
Сын Саргона Древнего.

## Первый разгром мятежников
На монолите, имеющем форму крестообразной призмы, в составе текста, перечисляющего дары царя храму бога солнца Шамаша в Сиппаре, Римуш говорит, что после смерти отца «все страны, которые оставил мне мой отец Саргон, восстали против меня и ни одна не осталась мне верной». Во главе восставших встал шумерец Каку (или Энимкуг, чтение имени спорно), правитель Ура. К нему примкнули Умма и много других городов. Римуш разбил армию Каку, восставшие потеряли убитыми 8040 человек, в плен взято 5460.
Затем Римуш двинулся к Персидскому заливу и забрал в городах, примкнувших к Каку, пленных ещё 5700 человек. На обратном пути в Аккаде Римуш разгромил Казаллу. Энси Казаллу семит Ашаред был взят в плен. Число убитых составило 12 650 человек, а пленных ещё 5864 — едва ли не всё взрослое население Казаллу. По-видимому, во время этого похода Римуш совершил набег на государство Хишепратепа (или Хишепрашера), одного из царей Элама, и разрушил там несколько городов.

## Второй разгром мятежников

Города Древней Месопотамии в 3-м тысячелетии до н. э.

Через некоторое время Римуш совершил ещё один, более серьёзный поход на юго-восток Двуречья, где образовалась мятежная коалиция, во главе которой стояли города Умма и Киан (Дер?). Римуш разгромил эту коалицию, энси Уммы и Адаба были убиты, а энси Киана, Халлаба и Лагаша, а также ряд военачальников были взяты в плен.
Число убитых только в Умме и Киане составило 8900 человек, там же было взято в плен 3540 человек.

«Римуш, царь вселенной, в битве Ур и Убме поверг и 8040 мужей уложил; 5460 пленных захватила его рука; и Какуга, царя Ура, захватила его рука: и (всех) его энси (патеси) захватила его рука; и [… ] захватила его рука; и до самого Нижнего моря…, и 5700 мужей из городов Шумера он вывел и на гибель отдал (?), и города их он поверг, и стены их он разрушил. Когда при возвращении его город Казаллу возмутился, он поверг… (Конец отбит. Следует ещё несколько плохо сохранившихся надписей Римуша. Затем ещё одна его же аккадская надпись:) Римуш, царь вселенной, в битве с Казаллу, 12650 мужей уложил, 5 864 пленных захватила его рука; и [в] области Элама [все] города захватила его рука; и стены их он разрушил».
Надпись Римуша сообщает о взятии в плен и умерщвлении в общей сложности 54 тысяч человек. Очевидно, что Римуш не ограничивался карательными мерами против знати, а стремился уничтожить всё население мятежных городов. Основной целью расправ было устрашение населения и пресечение мятежей против династии Аккаде. После восстания южных городов Римуш отказался от титула южных гегемонов «царь Страны (или Шумера)».
Нам известно о присутствии Римуша к северу от Ниневии — он основал там город, названный в его честь.

## Поход в Элам

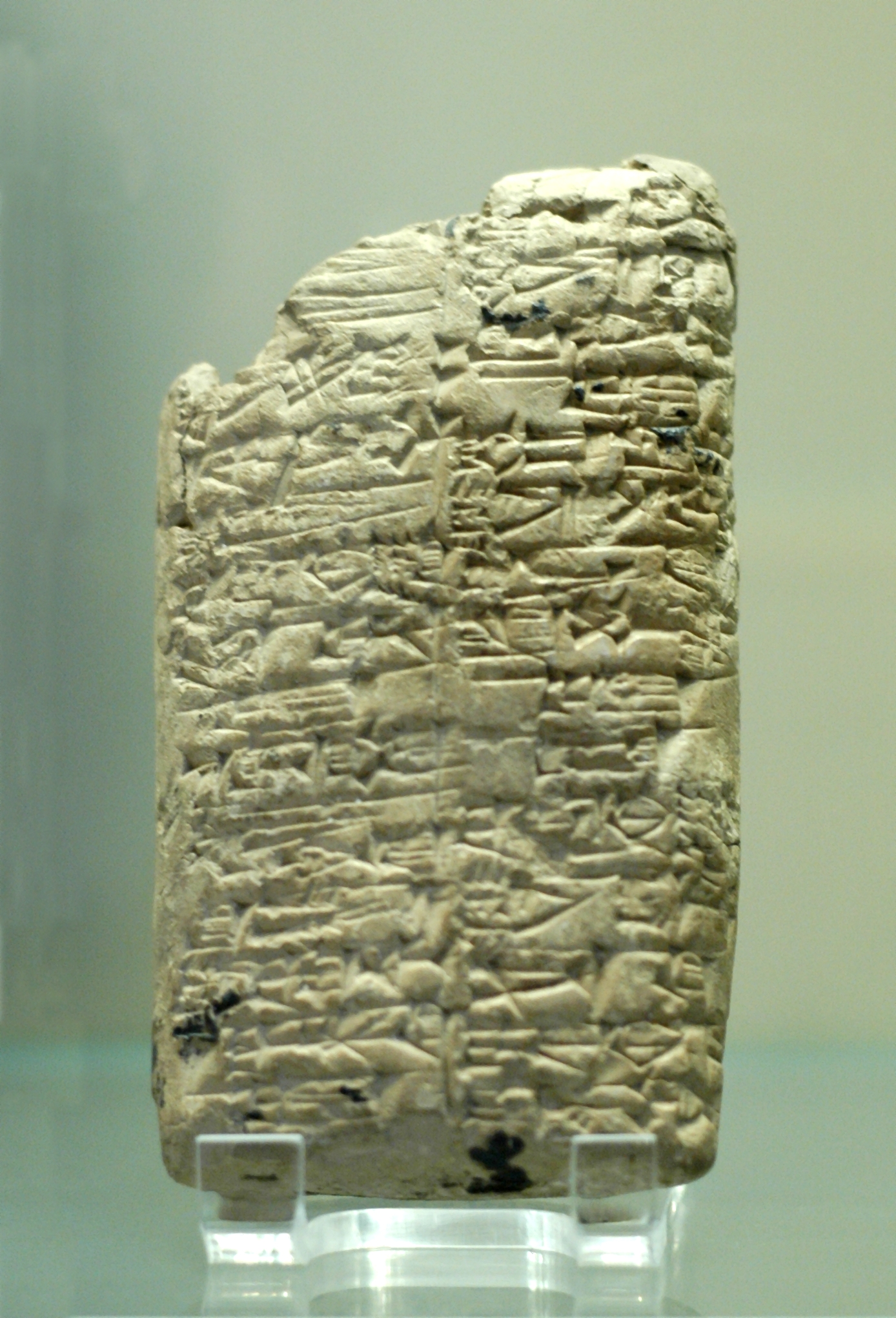
Клинописная глиняная табличка с описанием побед Римуша царя Аккада над Апалкамашем царем Варахсе и эламскими городами. Лувр. Париж

Замирив таким образом Нижнюю Месопотамию, Римуш на 3-м году правления (около 2258 года до н. э.) предпринял ещё один поход против Элама, точнее против царя Варахсе (область нагорья Пошт-ем Кух и земли у верхнего течения р. Керхе) Апалкамаша, и против шаганы (правителя или военачальника) города Варахсе Сидгау, который до этого подчинялся Саргону. Разгромив их, Римуш затем разбил и войска других эламских государств, «в беде Варахсе» поспешившие ему на помощь.
Число убитых и пленных в этом походе также было очень велико. В плен попали также шагана Сидгау и шагана города Захары Ункапи (или Сакарпи).

«Римуш, царь вселенной, в битве поразил Абалгамаша, царя Барахси, и Сидгау, наместника его, захватила его рука; и... гаву, наместника За[бшали??], захватила его рука. Между Аваном и Сузами на реках… и… на каменные глыбы (?) города их он развалил; и города Элама он поверг и стены их разрушил; и корень Барахси из племени Элама он исторг; так Римуш, царь вселенной, Эламом овладел и [для?] Энлиля его удержал (?), Уту и Забабе…... он подарил (??)».

## Дары храмам

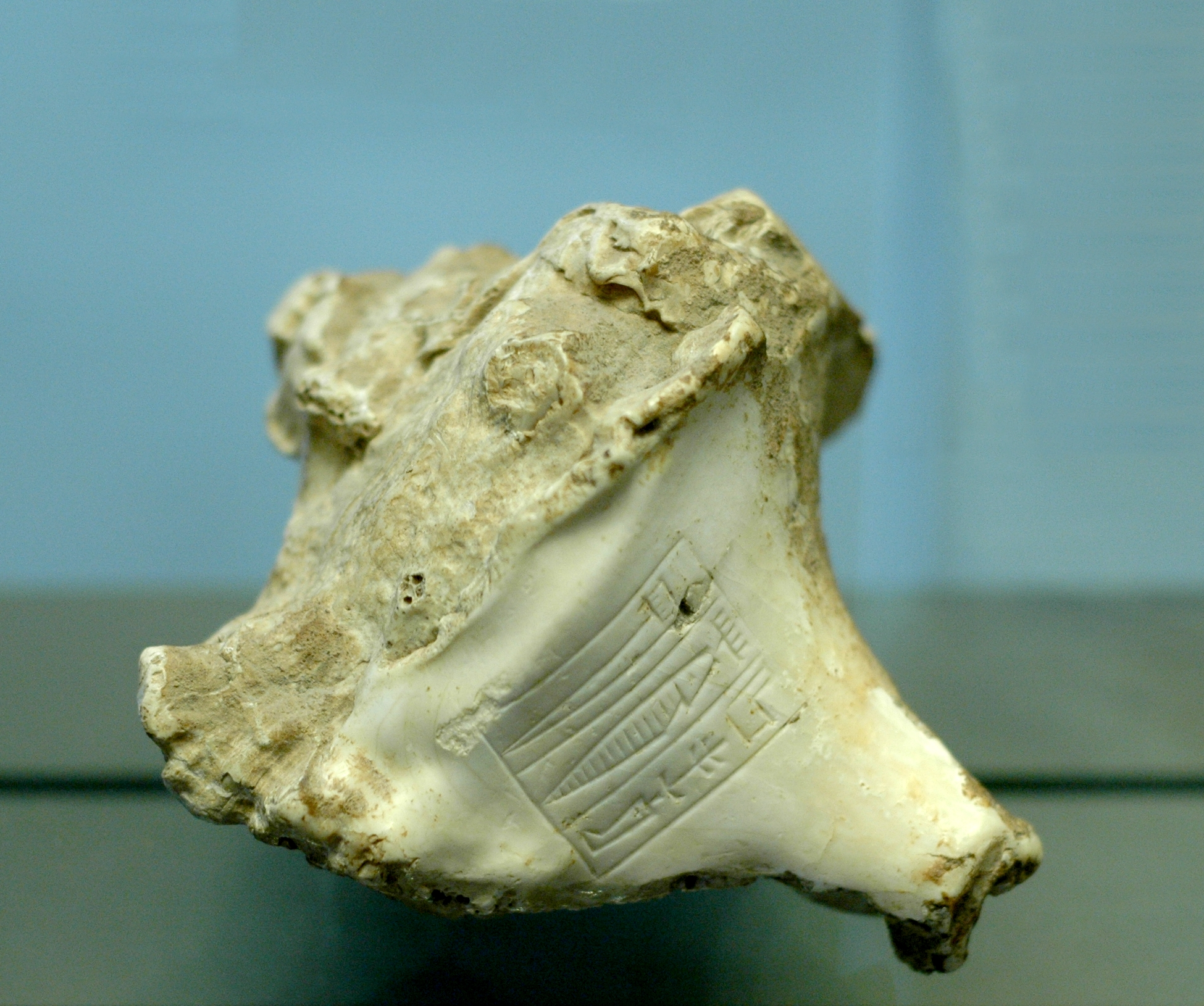
Раковина с выгравированной на ней надписью «Римуш, царь Киша». Коллекция Лувра (AO 21404)

Видимо, Римуш предпринимал также и походы на север, так как в своей надписи от утверждал, что держит для Энлиля моря Верхнее (Средиземное) и Нижнее (Персидский залив) и все горы. Известно также о присутствии Римуша к северу от Ниневии — он основал там город, названный в его честь. Основной целью расправ Римуша было устрашение населения и пресечение мятежей против династии Аккаде. Достигнутое, таким образом, временное замирение страны свидетельствует лишь о шаткости власти Римуша.
Пытаясь заручиться поддержкой жречества, Римуш приносил обильные дары храмам. Существенно при этом, что несмотря на захват большого числа пленных, говорить о возникновении прямого рабства в большом масштабе в пределах царско-храмовых хозяйств, видимо, не приходится. Римуш, например, увековечил специальной надписью на статуе дарение храму Энлиля в Ниппуре 15 кг золота, 1,8 тонн меди из эламской добычи, и всего 6 рабов и рабынь. Видимо, большинство пленных по-прежнему уничтожалось.

«[Во время оно] никто не создавал статуи из свинца, [но] у Римуша, царя Киша, была статуя его самого, сделанная из свинца. Она стояла перед Энлилем; [и] она повторяла (?) о его [Римуша] достоинствах в иду богов. 
Кто когда либо разрушит эту надпись — пусть Энлиль и Уту выбьют [из-под него] основы, пусть они лишат его семени. 
 Надпись с …».— надпись на табличке

## Убийство Римуша
По преданию, как это написано в одном вавилонском пророчестве, Римуша убила знать, закидав его тяжёлыми каменными печатями. Предполагается, эта уловка заговорщиков была вызвана тем, что в присутствии царя не полагалось находиться с оружием. Правил Римуш 9 лет, но есть данные и о 15-летнем (L1+N1) и о 7-летнем (IB) его правлении.

## Список сохранившихся датировочных формул Римуша
|   |                                                          |
| a | Год, когда был уничтожен Адаб mu ud-nunki / adabki hul-a |

| Династия Аккаде                |                                                                         |                     |
| Предшественник: Саргон Древний | царь Аккаде, царь Шумера и Аккада ок. 2261—2252 до н. э. (правил 9 лет) | Преемник: Маништушу |